# Tr (Unix)
tr (ang. translate)  – polecenie systemów operacyjnych typu Unix oraz Linux, które zmienia lub usuwa znaki ze standardowego strumienia wejścia (stdin).
W systemach używających oprogramowania GNU ten program jest w pakiecie GNU Coreutils.

## Przykłady
```
$ echo "wikimedia" | tr "mw" "pW"
Wikipedia
```

```
$ echo "wiki wiki" | tr -d "ki"
wi wi
```

```
$ cat plik.txt | tr A-Z a-z # zamienia wielkie litery na małe
```